# Kiến Âu
Kiến Âu (chữ Hán giản thể: 建瓯市, tên cổ là Kiến Châu (建州) hay Chi Thành (芝城), âm Hán Việt: Kiến Âu thị) là một thành phố cấp huyện của địa cấp thị Nam Bình, tỉnh Phúc Kiến. Cộng hòa Nhân dân Trung Hoa. Thành phố Kiến Âu giáp dãy núi Vũ Di Sơn về hướng nam, dãy núi Thứu Phong về phía tây bắc, nằm ở thượng nguồn Mân Giang. Kiến Âu có diện tích 4233,13 km², dân số 500.000 người. Người Hán là dân tộc chủ yếu sinh sống ở đây, ngoài ra còn có các dân tộc thiểu số như: Miêu, Dư. Thành phố Kiến Âu là đơn vị cấp huyện có diện tích lớn nhất Phúc Kiến, là thành phố cấp huyện có người Mân Bắc đông nhất.